# Полное доверие
«Полное доверие» (яп. 終の信託 цуи но синтаку ; в зарубежном прокате — англ. A Terminal Trust) — драматический фильм японского режиссёра Масаюки Суо, снятый и выпущенный в прокат в 2012 году. Главные роли исполнили Тамио Кусакари, Кодзи Якусо, Такао Осава и Таданобу Асано. В качестве основы сюжеты Суо использовал одноименную новеллу авторства Тацуки Саку. Картина стала второй подряд драматической работой Масаюки Суо после фильма «Я всё равно этого не делал», при этом в качестве одной из основных тем фильма Суо вновь обратился к проблеме правосудия в Японии.
Премьерный показ картины состоялся на международном кинофестивале в Монреале в сентябре 2012 года. Кинокритики сдержано встретили «Полное доверие», положительно оценив актуальную проблематику для японского общества и актёрскую игру Тамио Кусакари; к недостаткам же фильма обозреватели отнесли избыточный хронометраж, а также недостаточно прописанную драматическую линию между главными героями. Фильм получил одну номинацию на Премию Японской киноакадемии («Лучшая актриса»), а также выиграл премии «Майнити» и «Кинэма Дзюмпо» в номинациях «Лучший режиссёр» и «Лучший фильм». 

## Сюжет
Синдзо Эги страдает от астмы, однако при этом не хочет быть помещенным на жизнеобеспечение. В качестве последней просьбы Эги интересуется у своего лечащего врача Аяно Ории, может ли она исполнить его желание умереть, если боль, которую он испытывает из-за болезни, станет невыносимой. Привязавшаяся к своему пациенту, Ории соглашается и, в результате, это решение приводит её к уголовному делу. Ории обвиняют в смерти пациента, но она не оправдывается, стараясь вместо этого объяснить обвинителям положение Эги.

## В ролях
| Актёр          | Роль          |
| -------------- | ------------- |
| Тамио Кусакари | Аяно Ории     |
| Кодзи Якусо    | Синдзо Эги    |
| Такао Осава    | Тору Цукахара |
| Таданобу Асано |               |

## Критика
Фильм получил сдержанные оценки кинокритиков. К положительным сторонам фильма обозреватели относили продуманный сценарий, обращение к актуальным проблемам японского общества (в частности — судебной системе), актёрскую игру Тамио Кусакари. При этом рецензенты отметили избыточный хронометраж фильма, что, по мнению обозревателя The Hollywood Reporter, было связано с намерением Суо подробно показать и раскрыть зрителю образы Ории и Эги. Хьюго Осман из Screen Anarchy указал, что неспешный, размеренный темп фильма, напротив, способствует размышлениям о рассматриваемых проблемах. Подводя итог своей рецензии, Осман назвал картину одним из лучших фильмов 2013 года в японском кино. 

## Награды и номинации
| Премия                               | Год  | Категория                       | Результат |
| ------------------------------------ | ---- | ------------------------------- | --------- |
| Премия Японской киноакадемии         | 2013 | Лучшая актриса (Тамио Кусакари) | Номинация |
| Премия «Майнити»                     | 2013 | Лучший фильм                    | Победа    |
| Международный кинофестиваль в Керале | 2013 | Лучший фильм                    | Номинация |
| Премия «Кинэма Дзюмпо»               | 2013 | Лучший фильм                    | Победа    |